# فريدا سفينسون (واثبة حواجز)
فريدا سفينسون (بالسويدية: Frida Johansson)‏ هي واثبة حواجز ‏ سويدية، ولدت في 5 يناير 1970 في يوسدال في السويد.

## وصلات خارجية
- فريدا سفينسون على موقع الاتحاد الدولي لألعاب القوى (الإنجليزية)
- فريدا سفينسون على موقع أوليمبيديا (الإنجليزية)
- فريدا سفينسون على موقع اللجنة الأولمبية السويدية (السويدية)